# Свети Атанасий (Кастро)
Вижте пояснителната страница за други значения на Свети Атанасий.
„Свети Атанасий“ (на гръцки: Ιερός Ναός Αγίου Αθανασίου) е възрожденска православна църква, енорийски храм на село Кастро на остров Тасос, Егейска Македония, Гърция, част от Филипийската, Неаполска и Тасоска епархия на Вселенската патриаршия.
Според надписа на плоча в стената на църквата тя е построена в 1804 година и една от най-старите на острова. Разположена е в центъра на селото, като за градежен материал са използвани камъни от стената му. Според местната легенда храмът е построен е за 40 дни от местните жители. В южната стена е вградена плоча с герба на генуезката фамилия Гатилузи, владяла Тасос от 1434 г. до 1455 г.
Църквата с училището (1897), камбанарията и развалините на кафене са обградени от висок каменен зид с два входа. В архитектурно отношение храмът е типичната за периода трикорабна базилика с трансепт, по-късен трем и женска църква с външни размери 18,63 m на 12,08 m без трема и апсидата и площ 225,78 m2. Поради стръмния склон, височините на външните стени се различават – минимум 2,7 m, максимум 5,3 m. Дебелината на зида е 75 cm. Тремът има размери 12,58 на 3,44 m и височина 2,76 m. Има шест арки на южната страна и две на западната, където е и входът. Покривът е на две води.
Наосът е с вътрешни размери от 10,60 х 17,15 m и височина от 4,50 m., а под женската църква в западната му част 2,20 m. Входът е от южната страна, през трема. Едно стъпало води в трема и две в наоса. Вдясно от двукрилата врата е ктиторският надпис и три надписа от 1403, 1414 или 1416 и 1434 година, гравирани върху мраморни плочи. Отвъд над входа има ниша със стенопис на Свети Атанасий и отстрани две вградени плочи.
Във вътрешността трите кораба са разделени от два реда от по четири дървени стълба, украсени с цветни ленти, а аркадите са изписани. Прозорците са два на южната страна и един, бивш вход, на северната. Таваните са с цветни летви. Владишкият трон е изписан и с резбовани колонки. Дървеният висящ амвон също е изписан с флорални мотиви. В северния кораб, близо до четвъртия стълб от иконостаса има дървен проскинитарий.
Дървеният иконостас на храма, разделен на пет части, е резбован и изрисуван в ярки цветове. Царските двери са резбовани и украсени с флорални и животински мотиви. Лявата врата към олтара е обикновена, но дясната е врата от по-стар храм, резбована и с изображение на Благовещение. Цокълните табла са украсени със звезди. Над тях има лозница, започваща от глава на лъв. Над нея са царските икони, дело на местен майстор: на северната стена е иконата „Свети Модест и Света Магдалина“, а на иконостаса следват „Свети Димитър“, „Св. св. Константин и Елена“, северната врата с Архангела, „Свети Николай“, „Трима Светители“, „Свети Атанасий“, „Света Богородица Одигитрия или Вратарница“, царските двери, „Свети Йоан Предтеча“, „Вси Светии“ (1830), „Архангелски събор“ (1813), южната врата с Архангел Гавриил и „Света Троица“. На южната стена е Свети Йоан Тасоски. В третата зона има фриз с листа, цветове и плодове, а над него флорална декорация с лъвски глави и двуглави орли. Четвъртият ред са празничните икони в златно. Петият ред е по-малък. В долната му част има лозница с листа и плодове. Над нея са апостолските икони в еднакъв стил – седем отляво и осем отдясно, като между тях има спираловидни иконки, съединени в арки над главите на светците. Разпятието е резбовано и има две икони на Света Богородица и Мария Магдалина, подпрени на дракони. Последната зона е в различен стил от останалата част на иконостаса – еднаква с дясната олтарна врата. Иконата на Свети Атанасий на проскинитария е датирана 1814 година.
Светилището има вътрешни размери 10,60 х 2,20 m, като апсидата има диаметър 3,10 m. То е с една стъпка по-висока от наоса. Вляво има три ниши, вдясно две, а на северната стена други две. До женската църква се стига по дървена стълба.